# Energy Vault
 (août 2025).
Motif : manque de sources secondaires centrées
- Archive Wikiwix
- Bing
- Cairn
- DuckDuckGo
- E. Universalis
- Gallica
- Google
- G. Books
- G. News
- G. Scholar
- Persée
- Qwant
- (zh) Baidu
- (ru) Yandex
- (wd) trouver des œuvres sur Wikidata

| 1. | Préciser le motif de la pose du bandeau. | Précisez le motif de la pose du bandeau en utilisant la syntaxe suivante : {{admissibilité à vérifier\|date=août 2025\|motif=remplacez ce texte par le motif}}                    |
| 2. | Informer les utilisateurs concernés.     | Pensez à avertir le créateur de l'article, par exemple, en insérant le code ci-dessous sur sa page de discussion : {{subst:avertissement admissibilité à vérifier\|Energy Vault}} |

Pour les articles homonymes, voir EV.
Energy Vault est une société de stockage de l'énergie dont le siège d'exploitation est basé en Suisse (devenue en 2022 une holding de droit américain à l'occasion de son entrée en bourse), spécialisée dans les produits de stockage d'énergie de longue durée basés sur l'énergie gravitationnelle et cinétique. 
Le produit principal d'Energy Vault est une batterie gravitaire utilisant un système de treuils ascensionnels pour stocker l'énergie en empilant de lourds blocs en matériau composite en hauteur, transformant l'énergie électrique disponible en énergie potentielle, alors que lorsque la demande d'électricité est élevée, ces grues-treuils procèdent à la redescente de ces blocs un à un, en utilisant la réversibilité des moteurs de levage qui fonctionnent alors comme des générateurs et restituent l'électricité vers le réseau de distribution. Cette solution est présentée comme une alternative pour les zones ou un système de pompage-turbinage ne peut être construit, faute de relief suffisant, ou pour disposer d'une capacité de stockage à proximité de zones de production d'énergie renouvelable non pilotable (parc éolien ou solaire). La technologie présente un cycle de vie plus long que celui des batteries chimiques, sans perte d'efficacité à long terme, une consommation de terres rares très faible et un cycle de vie plus vertueux (la structure métallique et les blocs-poids pouvant être issus de l'économie circulaire. La société annonce un rendement pouvant atteindre 90% 

## Histoire
En 2017, Energy Vault a été fondée au sein du startup studio californien Idealab.
En mai 2019, Energy Vault a obtenu un financement du cimentier mexicain Cemex avant d'obtenir 110 millions de dollars complémentaire du SoftBank Vision Fund et a remporté le prix Fast Company's World Changing Idea Award pour le stockage d'énergie à grande échelle.

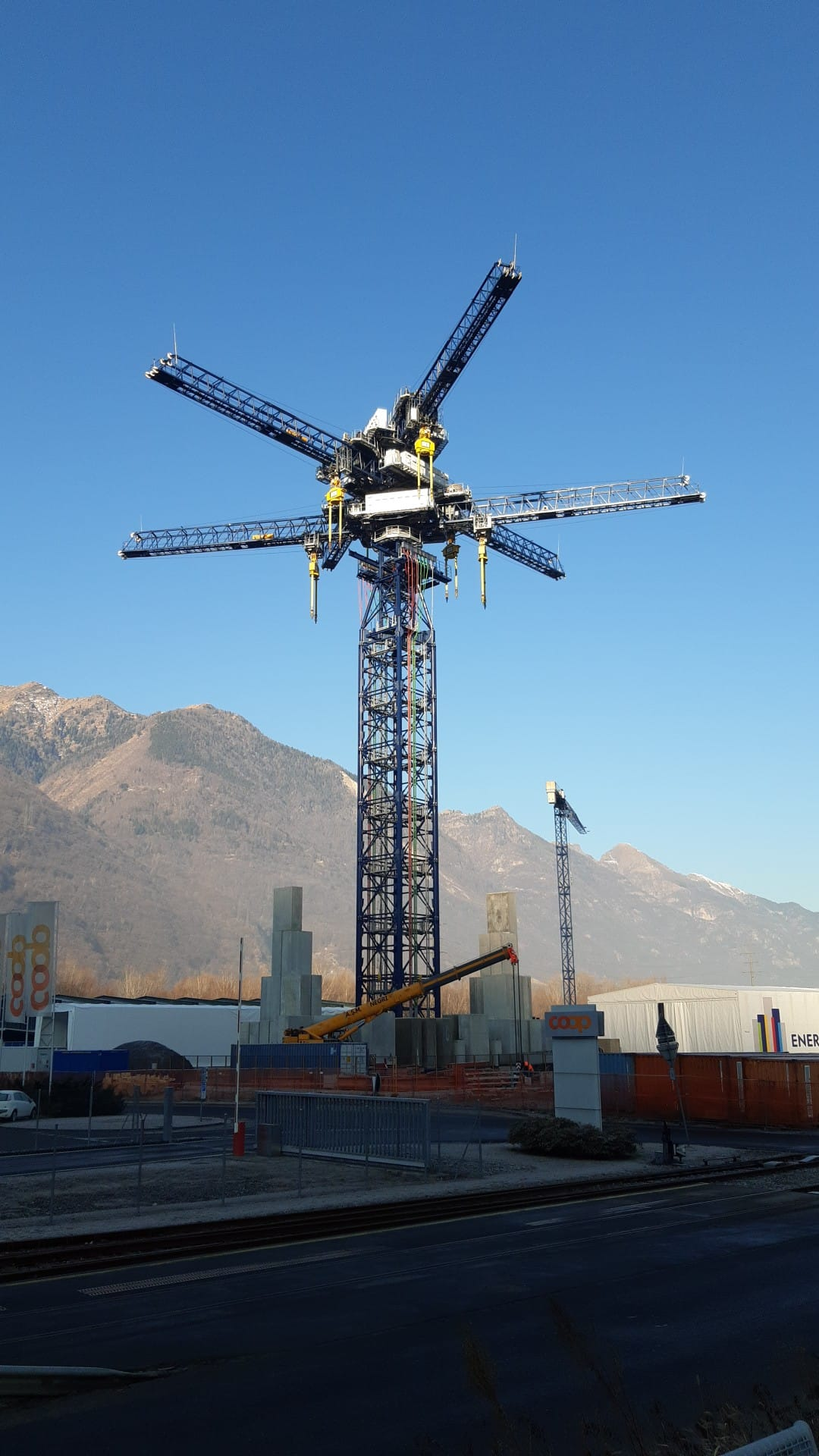
Tour d'essais Energy Vault à Arbedo-Castione, janvier 2022

En 2020, Energy Vault a été nommée Technologie pionnière par le Forum économique mondial et a achevé la construction d'une unité de démonstration en Suisse (Tessin).
En 2021, Energy Vault annonce un investissement de Aramco Energy et un complément de financement des investisseurs existants Prime Movers Lab, SoftBank Vision Fund, Helena et Idealab X. 
Le 14 février 2022, Energy Vault Holdings, Inc. est introduit à la Bourse de New York, à la suite d'un regroupement avec Novus Capital Corporation II. La transaction lève environ 235 millions de dollars en produit brut en plus de sa série C récemment annoncée de 107 millions de dollars et des frais de licence de 50 millions de dollars d'Atlas Renewable pour financer l'exécution de sa stratégie de croissance. 
L'impact paysager du prototype a incité la société à développer des alternatives mieux intégrées à leur environnement, sous le nom d'EVRC (Energy Vault Resiliency Center). Au moment de son introduction en bourse, il n'était pas possible de déterminer si d'autres implémentations ont été réalisées au delà du démonstrateur EV1.

## Démonstrateur
En 2020, un prototype fonctionnel (appelé EV1) est construit à Arbedo-Castione dans le Tessin. Il prend la forme d'une grue-tour de 120 m de haut, équipée de trois bras symétriques superposés à son sommet, chaque bras portant un treuil mobile de part et d'autre de l'axe de rotation. Le mât est entouré d'un ensemble de blocs de 35 tonnes (constitués de déchets lourds stabilisés) qui peuvent être stockés à proximité du sol (les bras ont une portée de 50m) ou empilés à proximité du centre de rotation.
Outre la partie électromécanique, la solution couvre également des logiciels de pilotage basés sur l'analyse continue et l'anticipation de l'offre et de la demande énergétique, et des paramètres environnementaux de l'installation (température, vent…).
La capacité de stockage du démonstrateur est de 35 MWh pour une puissance de crête de 4 MW, soit ce que produisent deux éoliennes terrestres ou une éolienne offshore à plein régime durant un peu plus de 8 h. La société annonce un coût de stockage moyen unitaire de l'ordre de 0,05 dollar par kWh, soit près du tiers du coût moyen d'un système de pompage-turbinage.